# みんカラ
みんカラ（minkara）は、LINEヤフー株式会社が運営する自動車専門のSNSである。同時に、同社の商標（みんカラTM）でもある。

## 概要
みんカラは「みんなのカーライフ」の略である。以前は「オートビレッジ」という名前だった。オープンタイプのSNSであり、ブログなどの公開制限はできない。
2012年（平成24年）8月現在のサイト利用者動向は、月間ユニークユーザー数2500万以上、SNS会員登録数53万人以上、月間ページ閲覧数6億PV以上となっている。言語は、標準で日本語と英語に対応している。
2022年（令和4年）7月1日付けで、運営会社であった株式会社カービューはヤフー株式会社へ吸収合併された。
基本的には、同じ車種や車好きの人々が車関連のみにかぎり情報交換したり意見交換したりする場である（ときにはオフ会などの開催のきっかけとなることもある）。
また、個人のみならずショップやメーカー（オーテックジャパンやシュアラスター、アルパインなど。なお、この場合はみんカラ+（みんカラ・プラス）となり、有料である）、自動車評論家やレーサー、タレントなども参加しており（この場合はみんカラセレクト）、その範囲は広い。
「みんカラショッピング」という名称で多くの自動車パーツメーカー、整備会社が集まりショッピングモールとしてネットショッピング機能も提供している。ここでしかないオリジナル商品や、ショップのブログを見ながら楽しんでショッピングできるのが大きな特徴である。会社自体もショップの1店舗として参加しており、「みんカラ」のブランド名に冠したグッズの販売などを実施することがある。みんカラショッピングはパソコン向け、モバイル向け、スマートフォン向けと幅広く対応している。
ときおり、タイヤメーカーやパーツメーカーとのコラボレーションでモニターを募集したり、ケミカルメーカーとのコラボレーションでプレゼント当選企画を行うなど文字通り「みんな（=ユーザー）のカーライフ」の向上を目的としたイベントを行っている。
個人情報保護法に抵触しないレベルであればプロフィール（個人ユーザーの場合、基本的にハンドルネームを使用）はもちろん、「愛車紹介」や「パーツレビュー」などといった車に関する情報を公開することが可能な上、アップの厳しい制限はあるが、自身が経験した旅行先や、プレイスポット、食事処といった「おすすめスポット」を公開するなども可能であり、TwitterやFacebookとも連携している。
コミュニティー登録資格については満16歳以上であれば性別や国籍、車の有無を問わずメンバーズIDがあれば誰でも参加できるが、基本的には未成年や車を所有していない場合は利用規約違反になり、外部掲示板での管理者による審議対象になる。
キャリアについてはパソコンの他、携帯電話やスマートフォンなどのモバイルにも対応している。
2023年（令和5年）10月1日付けで、運営会社であったヤフー株式会社はLINE株式会社と統合し、LINEヤフー株式会社となった。

## 機能
ここでは各機能について説明をする（終了分も含む）。
- プロフィール
  - 趣味や年齢、性別など自身のことを掲載（部位によっては非公開、あるいは「友達」ならびに「友達の友達」までといった公開方法にすることも可能）。
- ブログ
  - ブログで書く内容に制約はなく、車に関連することのみに限らず好きな内容を書くことができる[4]。ブログにアップできる画像は当初1枚のみだったが、2011年9月より（フォト蔵などの外部サイトを介さずに）複数の画像を可能としている。また、YouTubeに限られるが、動画をアップすることも可能である。但し、車の画像や動画をアップする場合はナンバープレートなど個人情報を特定できる要素を隠すことが前提条件となっている。
- 愛車紹介
  - 自身の愛車に関する情報（車種/型式/グレード、パーツレビュー、整備記録、フォトギャラリー、ユーザーレポートなど）を掲載可能。既存のリストにないメーカー/車種はみんカラ事務局の承認が下りれば新たに登録も可能である。
- 整備手帳
  - 整備記録をアップ出来る。1つの作業項目に対し、日時・作業車種・作業内容はもちろん、画像（最大8枚まで）とYouTubeを介した動画を添付可能。
- お友達登録
  - 同じみんカラ参加者と「お友達登録」をすることで、お友達承認後はブログ閲覧に加えてコメントを書けるようになると同時に、自身が書いたブログにもコメントが入るようになる（入らないように設定することも可能）。なお、お友達登録は従来は1000人まで可能だったが、2016年2月15日より1500人まで拡大された。
- 「Myファン」、「イイね!」
  - ブックマークに相当。前者はお気に入りのユーザーを、後者はお気に入りのブログを登録することができる。
- フォロー、フォロワー
  - 2019年1月より従来の「お友達登録」「Myファン」に代わってスタートした制度。「フォロー」はユーザーをフォローをするとそのユーザーが投稿した新着情報をマイページで知ることが可能。「フォロワー」とは自分のことを一方的にフォローしているユーザーのことを指し、お互いにフォローし合うと「みん友」（従来の「お友達」）になる。

尚、既にお友達登録しているユーザーについては、自動的に「みん友」「フォロワー」となる。
- ハイタッチ！ drive（ハイドラ）
  - ドライブ時にアプリを起動させると、同様に、周辺に起動させたみんカラユーザーの有無を知らせてくれるだけでなく、それがきっかけでお友達申請をすることが可能。また、走行記録も残せる。スマートフォンのみ対応。
- パーツ取り付け駆け込み寺
  - カーナビやタイヤ・ホイールなどの持ち込み部品の取り付けショップを地域別に検索・紹介してくれる。
- イベントカレンダー
  - オフ会等のイベント概要の発表、ならびに参加者を募ることが出来る。
- ブラックリスト
  - 介入されたくないユーザーをID入力することにより5人までブロックすることが出来る。
- メッセージ機能
  - オフ会や物品（パーツやカタログなど）のやり取りなどで連絡先を要する場合はメールアドレス不要でここから個人情報などを送受信することが可能である。
- 何シテル?
  - みんカラ版Twitterとも言える“ひとこと”発言の場。
- グループ機能
  - 車に関することはもちろん、趣味や地域、食などさまざまなグループを構成・参加することが可能である。書き込みはグループに参加しないとできない。
- 燃費記録
  - 燃費に関する情報（愛車の燃費はもちろん、価格やガソリンスタンドの場所なども可能）を掲載することができる。
- おすすめスポット
  - 旅行先や、プレイスポット、食事処などを写真とURL、ならびに地図と添付して公開することも可能である。
- ナンデス
  - 質問やパーツ売買など、車に関することなら何でも書き込める。

以上の機能により、自身がより使いやすく設定することが可能である。なお、使いやすさについては状況によって書式が変更される場合もある。その場合は「みんカラ」より、お知らせがあり、ユーザーに迷いが出ないよう配慮されている。